# 瀧見信行
瀧見 信行（たきみ のぶゆき、1981年7月12日 - ）は、吉本新喜劇に所属する日本のピン芸人、舞台芸人である。
大阪府出身。吉本興業所属。2014年より吉本新喜劇座員。

## 来歴・人物
- 大阪NSC第24期生[1]同期にエハラマサヒロ、若井おさむなどがいる。
- NSC卒業後はアルバイトや司会業を行う。
- 2013年12月に行われた「吉本新喜劇金の卵7個目オーディション」の結果、2014年4月1日付けで吉本新喜劇に入団。すっちー座長公演などを中心に活動。
- チャーリー浜曰く「実の兄に似ている」[2]。

　
ビッグマックバーガーにも似ている

## 芸風
- すっちーや酒井藍から「千と千尋に出てくるカエルですよね?」と聞かれて「千を出せ!千を出せ!」と青蛙のモノマネをする。（「やっぱちゃうわ」と罵られたり、無視されたりする）。
- その他、主にすっちーから「爆買いの中国人」、「カワサキのバイク好きそうなおっさん」「一人バッファロー吾郎」（顔がバッファロー吾郎Aに、体格が竹若元博に似ていることから）と呼ばれることもある。
- 瀧見ちゃんです！これを楽屋でやるとすっちーに2度とやるなよと注意され、吉田ヒロからは、じゃかましんじゃい！！とキレられる。

## 出演番組
- よしもと新喜劇（毎日放送）